# Cuenta (objeto)

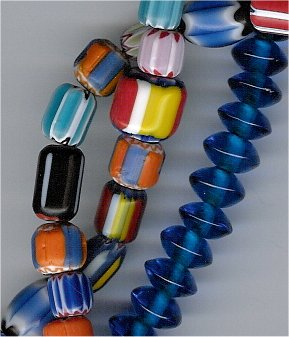
Una selección de cuentas de vidrio.

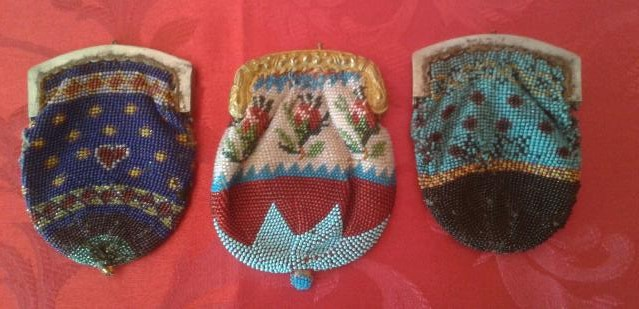
Monederos españoles bordados con abalorios de colores (s. XIX).

Artesanía mexicana elaborada con chaquiras

Una cuenta es un objeto pequeño y decorativo que se forma en una variedad de formas y tamaños de un material como piedra, hueso, concha, vidrio, plástico, madera o perla y con un pequeño orificio para enhebrar o ensartar. Las cuentas varían en tamaño desde menos de 1 milímetro (0,039 pulgadas) hasta más de 1 centímetro (0,39 pulgadas) de diámetro. 
Un abalorio es un objeto de adorno,  vistoso y generalmente de poco valor, por lo que tiene una connotación peyorativa en muchos países. También se utiliza el término  para referirse  a la cuenta o pieza taladrada hecha de distintos materiales que se inserta con otras o se cose sobre ciertas prendas a modo de adorno. 
La labor realizada con ellos también se denomina abalorio. Los abalorios también llamados cuentas, mostacillas o chaquiras se utilizan en múltiples formas, materiales, colores y diseños confeccionando collares, pulseras u otros objetos para decoración o adorno personal.

## Tipos de cuentas

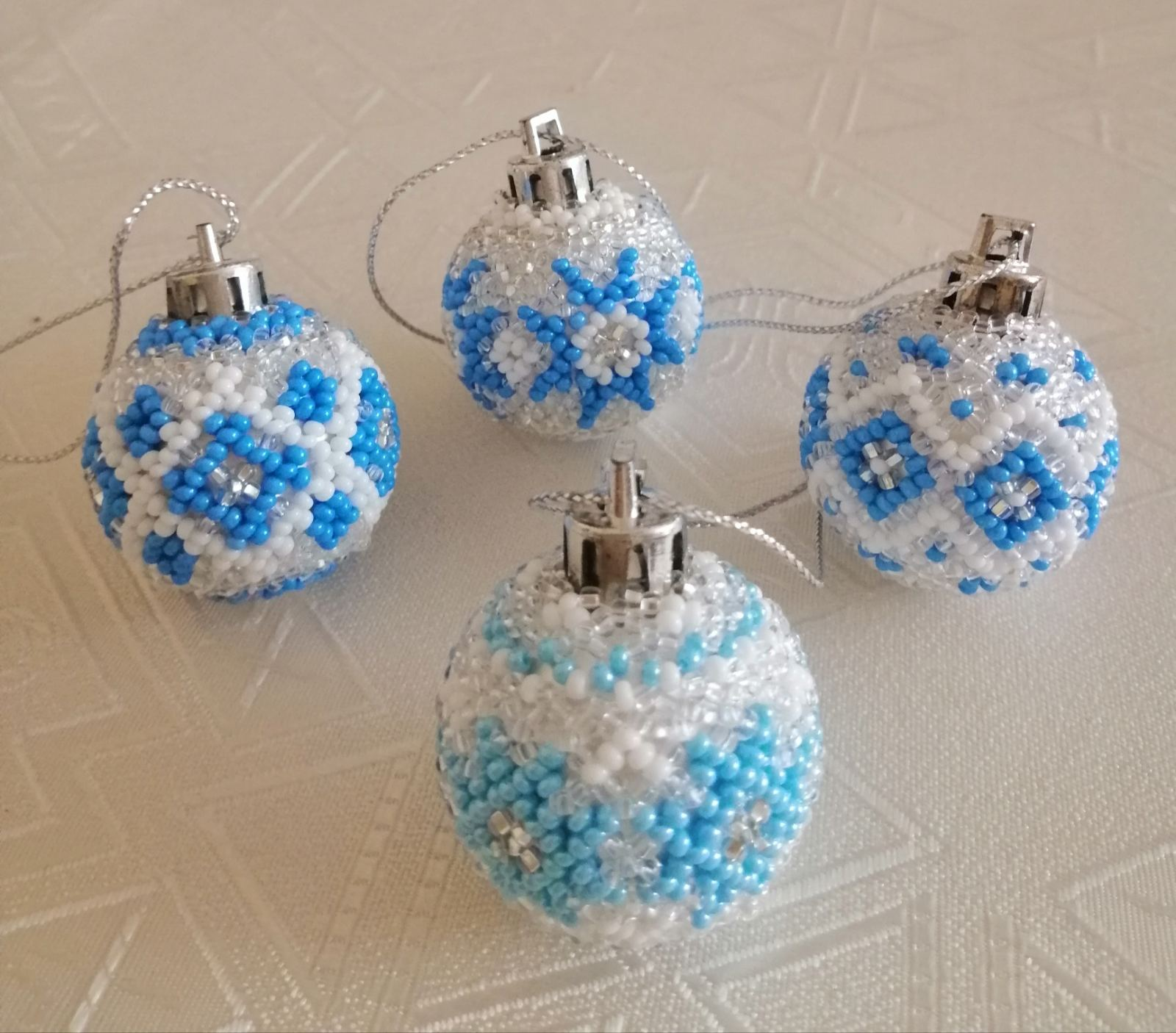
Adornos navideños realizados con cuentas.

Las cuentas se pueden dividir en varios tipos de categorías superpuestas según diferentes criterios, como los materiales con los que están hechas, el proceso utilizado en su fabricación, el lugar o período de origen, los patrones en su superficie o su forma general. En algunos casos, como las cuentas millefiori y cloisonné, varias categorías pueden superponerse de forma interdependiente.

## Componentes
Las cuentas pueden estar hechas de muchos materiales diferentes. Las primeras cuentas estaban hechas de una variedad de materiales naturales que, una vez recolectadas, podían perforarse y moldearse fácilmente. A medida que los humanos se volvieron capaces de obtener y trabajar con materiales más difíciles, esos materiales se agregaron a la gama de sustancias disponibles.
Las cuentas eran parte de diferentes culturas, cada una hecha con diferentes materiales a lo largo de la historia y usando cuentas para formar algo hecho a mano. Las cuentas venían en diferentes colores, formas y formas, qué materiales se usaban y si había un significado o significado detrás de las cuentas.
En la fabricación moderna, los materiales más comunes para las cuentas son la madera, el plástico, el vidrio, el metal y la piedra.

### Materiales naturales
Las cuentas todavía se fabrican a partir de muchos materiales naturales, tanto orgánicos (es decir, de origen animal o vegetal) como inorgánicos (de origen puramente mineral). Sin embargo, algunos de estos materiales ahora se someten de forma rutinaria a algún procesamiento adicional más allá del simple modelado y perforación, como la mejora del color mediante tintes o irradiación.
Los compuestos orgánicos naturales incluyen huesos, coral, cuerno, eburno, semillas (como las nueces de tagua), caparazones de animales y madera. Durante la mayor parte de la historia de la humanidad, las perlas fueron las cuentas preciosas de origen natural por excelencia debido a su rareza; el proceso moderno de cultivo de perlas las ha hecho mucho más comunes. El succino y el gagates también son de origen orgánico natural aunque ambos son resultado de una fosilización parcial.
Los inorgánicos naturales incluyen varios tipos de piedras, desde piedras preciosas a minerales comunes y metales. De estos últimos, sólo unos pocos metales preciosos se encuentran en forma pura, pero otros metales básicos purificados también pueden incluirse en esta categoría junto con ciertas aleaciones naturales como el electro.

## Historia
Algunos descubrimientos arqueológicos sugieren que ya se utilizaban en la antigua Mesopotamia así como también en la India, en forma de cuentas de oro. En Egipto los nobles regalaban collares con cuentas de piedras preciosas de colores, así como también de cristal o cerámica. Los nobles mongoles y los cortesanos de Bizancio llevaban consigo collares de perlas. En Mesoamérica se utilizaban collares de cuentas pequeñas. Los aztecas los utilizaban como parte de su vestimenta principal llamada Maxtlatl; sobre los hombros portaban una manta a la que llamaban tilmatl y que los nobles decoraban con plumas y cuentas.
Los escitas y los sármatas decoraban sus ropas con cuentas. Los escitas fabricaban monistas y brazaletes de vendaje. Los sármatas también cosían cuentas en tocados, cuellos, partes del pecho de la ropa, cinturones y zapatos. Las cuentas tenían un significado mágico para los pueblos antiguos y servían como amuletos.

## Cuentas modernas
Para muchas naciones, el trabajo con abalorios fue y sigue siendo un elemento del arte popular. Los maestros incluyen motivos nacionales en sus colecciones de abalorios. En Europa occidental, el trabajo con abalorios se puso de moda a partir del siglo XVIII. y se extendió al oeste de Ucrania. Los motivos europeos se convirtieron en tradiciones y conjuntos de vestimenta únicos de los ucranianos. En todo el mundo, el trabajo con abalorios moderno incluye: ropa, collares, pulseras, collares, adornos navideños accesorios de vestir y artículos para el hogar.

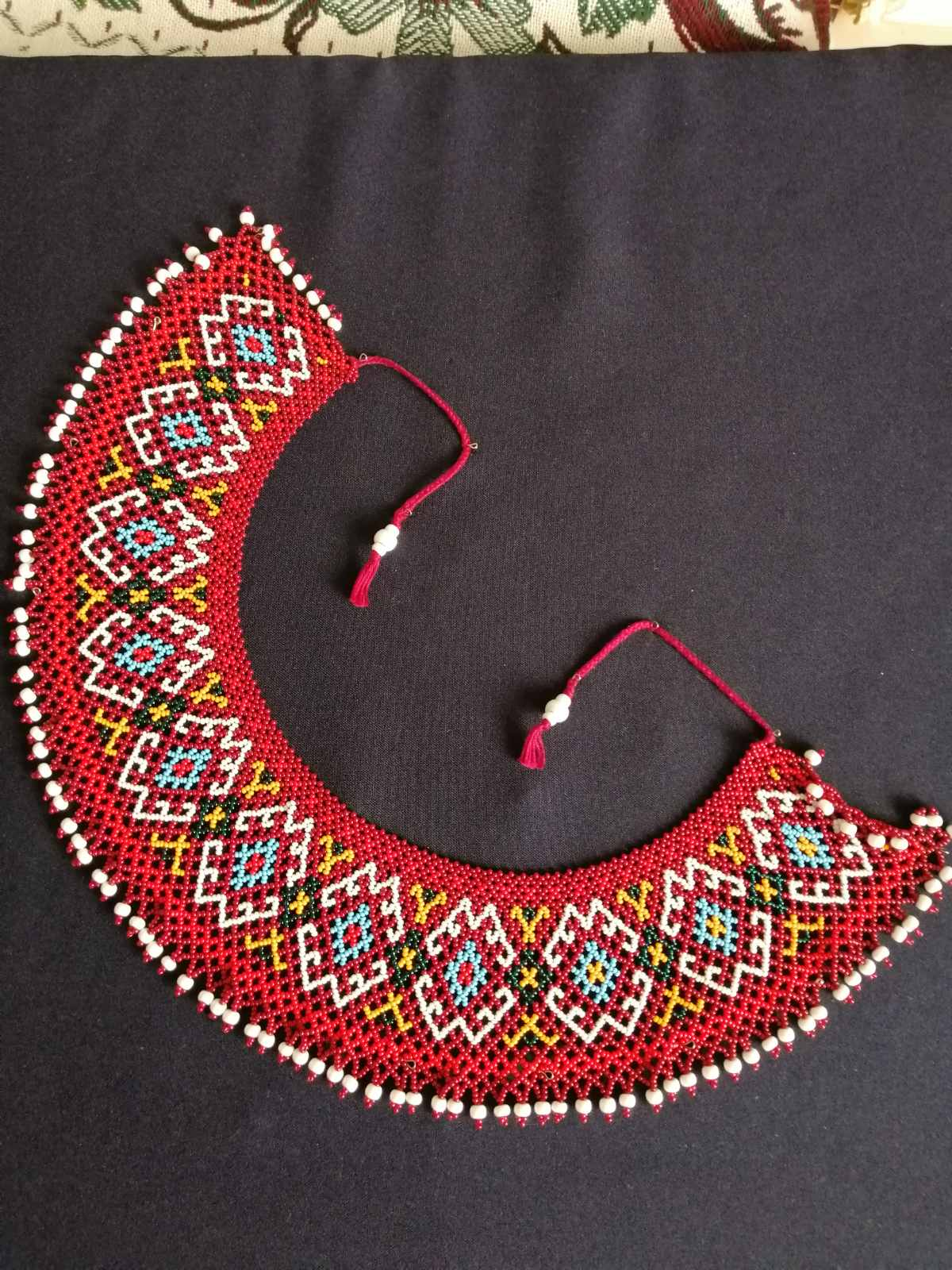
El collar-gherdan está hecho en técnica de abalorios.

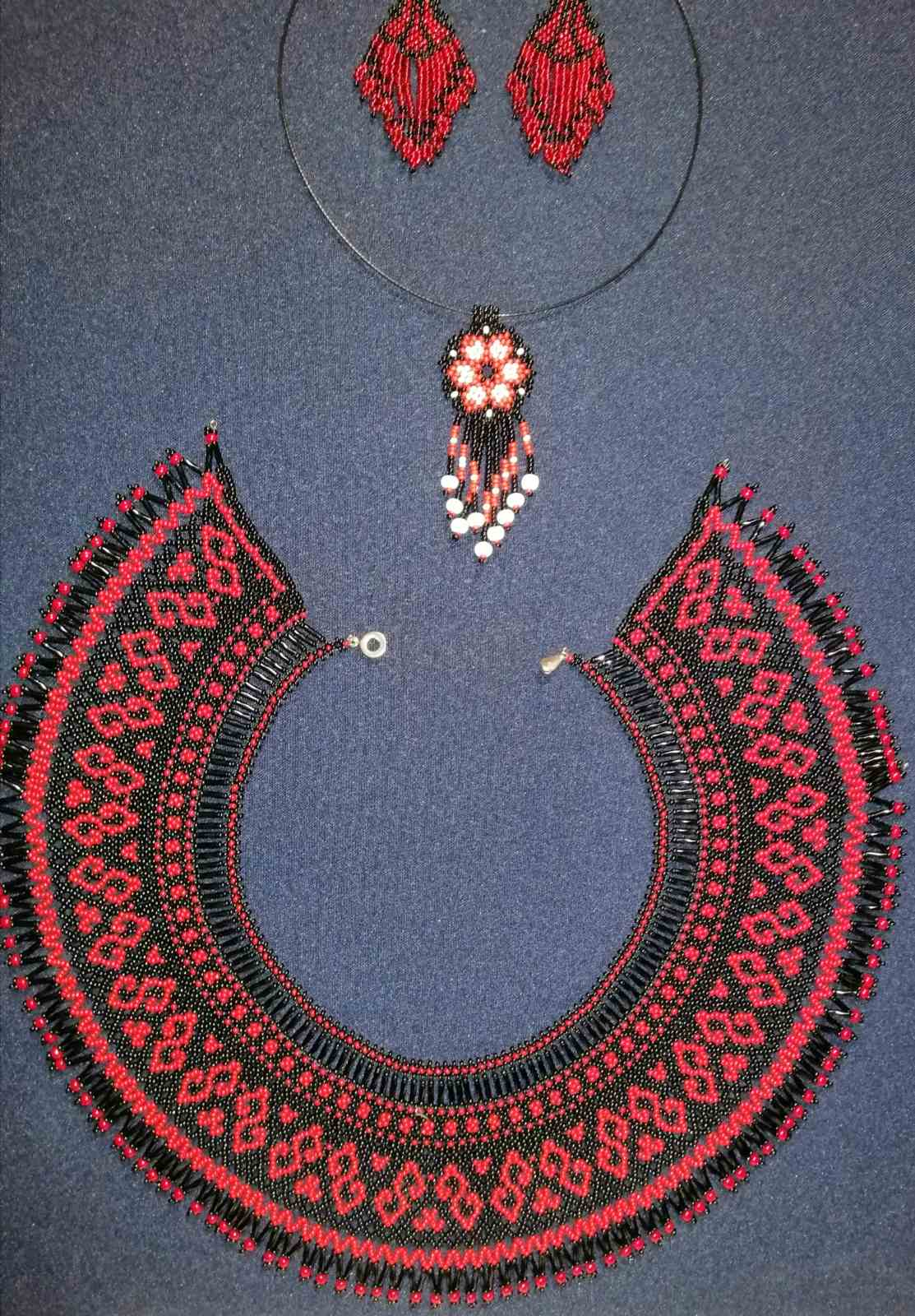
Collar-gherdan de abalorios